# Mk 48
Il Mk 48 è da più di 30 anni il siluro standard della United States Navy e di diverse altre marine militari.
È un siluro ad alte prestazioni, con capacità di ingaggio di bersagli sia di superficie sia subacquei, con una lunga corsa ed un'elevata velocità. La sua versione ADCAP (ADvanced CAPability) apparsa negli anni '80 e via via migliorata è capace di superare i 55 nodi (102 km/h) di velocità fino a una distanza di 38 km o 40 nodi (74 km/h) a una distanza di 50 km.